# مسیمو اینترووین
مسیمو اینترووین (Massimo Introvigne) (زاده ۱۴ ژوئن ۱۹۵۵، در رم) یک جامعه‌شناس دینی و وکیل مالکیت معنوی کاتولیک ایتالیایی است. او بنیانگذار و مدیر عامل مرکز مطالعات ادیان جدید (CESNUR)، یک سازمان مستقر در تورین است که به عنوان «بالاترین گروه لابی‌گری و اطلاعاتی برای ادیان بحث‌برانگیز» توصیف شده‌است.

## زندگی و فعالیت
اینترووین در ۱۴ ژوئن ۱۹۵۵ در رم به دنیا آمد. در سال ۱۹۷۵ مدرک لیسانس فلسفه را از دانشگاه گریگوری رم گرفت و در سال ۱۹۷۹ دکترای خود را از دانشگاه تورین دریافت کرد. او در شرکت حقوقی Jacobacci e Associati به عنوان یک وکیل مالکیت معنوی، متخصص در دامنه اینترنتی کار می‌کرد.
در سال ۱۹۷۲، او به گروه محافظه‌کار کاتولیک آلانزا کاتولیکا پیوست. از سال ۲۰۰۸ تا ۲۰۱۶ او به عنوان نایب رئیس گروه خدمت کرده‌است.
در سال ۱۹۸۸ او CESNUR را تأسیس کرد و از آن زمان به عنوان مدیر گروه فعالیت می‌کند.
از سال ۲۰۱۲، اینترووین به عنوان «استاد مدعو جامعه‌شناسی جنبش‌های دینی» در دانشگاه تورین معرفی شد.
در سال ۲۰۱۲، اینترووین به عنوان رئیس رصدخانه تازه تأسیس آزادی مذهبی وزارت امور خارجه ایتالیا منصوب شد.
از آغاز سال ۲۰۱۸، اینترووین سردبیر مجله روزانه دین و حقوق بشر در چین، زمستان تلخ بود است که توسط CESNUR منتشر می‌شود. اینترووین طرفدار نظریه اقتصاد دینی است که توسط رادنی استارک ارائه شده‌است.

## ادیان جدید
پر فاکسنلد، دانشگاه سوئدی اینترووین را به عنوان «یکی از اصلی‌ترین نام‌ها در مطالعه جنبش‌های نوپدید دینی» توصیف می‌کند. روبرتو سیپریانی، جامعه‌شناس، اینترووین را «یکی از جامعه شناسان ایتالیایی دین در خارج از کشور و از دانشمندان برجسته جنبش‌های دینی جدید در جهان» نامیده‌است.
در سال ۲۰۰۱، جامعه‌شناس، استفان آ. کنت، اینترووین را به عنوان «منتقد دائمی هرگونه تلاش ملی برای شناسایی یا محدود کردن به اصطلاح» فرقه‌ها توصیف کرد.
در اواسط دهه ۱۹۹۰، اینترووین از طرف ساینتولوژیست‌ها در یک محاکمه جنایی در لیون شهادت داد.
پس از انتقاد اینترووین از انتشار گزارش سال ۱۹۹۵ در مورد فرقه‌ها توسط دولت فرانسه، روزنامه نگاران اینترووین را به عنوان یک «عذرخواهی فرقه» توصیف کردند و گفتند که او با اتحاد کاتولیک و حزب حاکم آن زمان سیلویو برلوسکونی مرتبط است. اینترووین پاسخ داد که فعالیت‌های علمی و سیاسی او ارتباطی با هم ندارند.
او دایرةالمعارف دین را در ایتالیا منتشر کرد.
تونی اورتگا، روزنامه‌نگار و منتقد ساینتولوژی، مجموعه‌ای از مقالات ۲۰۱۸/۱۹ را نوشت و از مجله CESNUR به عنوان یک «مجله عذرخواهی» غیرقابل اعتماد انتقاد کرد.

## مطالعات فرهنگ عامه و خون‌آشام‌ها
اینترووین همچنین مدیر CESPOC، مرکز مطالعات فرهنگ عامه است.
او مدیر ایتالیایی انجمن ترانسیلوانیا دراکولا بود که شامل دانشمندان برجسته دانشگاهی در زمینه مطالعه ادبی و تاریخی اسطوره خون‌آشام‌ها بود. در سال ۱۹۹۷، جی. گوردون ملتون و اینترووین رویدادی را در هتل وستین در لس آنجلس ترتیب دادند که در آن ۱۵۰۰ شرکت کننده با لباس خون‌آشام برای «مسابقه نویسندگی خلاق، موسیقی راک گوتیک و اجراهای تئاتر» آمدند.

## کتابشناسی - فهرست کتب

### کتاب‌ها
- Le nuove Religioni , SugarCo (1989)،شابک ‎۹۷۸–۸۸۷۱۹۸۰۹۰۴.
- Il cappello del mago: i nuovi movimenti magici dallo spiritismo al satanismo, SugarCo (1990)شابک ‎۹۷۸–۸۸۷۱۹۸۰۲۱۸.
- Il ritorno dello gnosticismo, SugarCo (1993)،شابک ‎۸۸-۷۱۹۸-۲۱۶-۹.
- Les Mormons , Brepols (30 دسامبر ۱۹۹۶)،شابک ‎۲-۵۰۳-۵۰۰۶۳-۳.
- کلیسای وحدت (مطالعات در ادیان معاصر، ۲)، کتابهای امضا (۱ سپتامبر ۲۰۰۰)شابک ‎۱-۵۶۰۸۵-۱۴۵-۷.
- رادنی استارک و ماسیمو اینتروینیه، دیو تورناتو. Indagine sulla rivincita delle مذهبی در Occidente , Piemme (2003)،شابک ‎۹۷۸–۸۸۳۸۴۶۵۸۴۰.
- Laurence R. Iannaccone و Massimo Introvigne, Il Mercato dei Martiri. L'Industria del Terrorismo Suicida, Lindau (2004)شابک ‎۹۷۸–۸۸۷۱۸۰۵۱۴۶.
- شیطان‌پرستی: یک تاریخ اجتماعی، بریل (۲۰۱۶)،شابک ‎۹۷۸-۹۰-۰۴-۲۸۸۲۸-۷.
- برادران پلیموث، انتشارات دانشگاه آکسفورد (۲۰۱۸)،شابک ‎۹۷۸۰۱۹۰۸۴۲۴۲۰.
- Il libro nero della persecuzione religiosa در Cina , SugarCo (2019)،شابک ‎۹۷۸-۸۸-۷۱۹۸-۷۵۳-۸.
- درون کلیسای خدای متعال: آزار و اذیت‌ترین جنبش مذهبی در چین ، انتشارات دانشگاه آکسفورد (۲۰۲۰)،شابک ‎۹۷۸–۰۱۹۰۰۸۹۰۹۲